# Trioza baccharis
Trioza baccharis är en insektsart som beskrevs av Jean-Jacques Kieffer och Herbst 1911. Trioza baccharis ingår i släktet Trioza och familjen spetsbladloppor. Inga underarter finns listade i Catalogue of Life.